# A Pénzügyminisztérium budavári épülete
A Pénzügyminisztérium budavári épülete eredetileg a magyar Pénzügyminisztérium számára tervezett neogótikus minisztériumi palota a budai Várnegyedben, a Szentháromság téren. A Fellner Sándor tervezte épületben a második világháborúig a pénzügyminisztérium működött, később kollégiumként és a Magyar Nemzeti Levéltár egyik létesítményeként is szolgált. Újabban Magyarság Háza néven is ismert.

## Története
Az épület 1901–1904-ben épült Fellner Sándor tervei nyomán. A Szentháromság téri főhomlokzat késő gótikus stílusú. Az épület eleinte a Pénzügyminisztériumnak adott helyet. A második világháborúban súlyosan megsérült, 1948 és 1962 között Rados Jenő tervei nyomán újították fel. 1954–1981 között a Műszaki Egyetem Villamosmérnöki és Informatikai Karának a kari kollégiumának adott otthont. Klubja pedig 1968 után a budapesti beat- és diákélet központjaként szolgált. Az épület hátsó szárnyaiban üzemelt a Magyar Nemzeti Levéltár egysége.
2015. június 12-én új, 42 férőhelyes kutatótermet nyitottak benne az 1945 utáni kormányszervek, az MDP és MSZMP iratok és a MNL digitális adatbázisainak kutatóinak.
2021 óta az épület eredeti állapotának helyreállítása zajlik azzal a céllal, hogy a Pénzügyminisztérium visszaköltözhessen.
Az épület műemléki védelem alatt áll.

## Képtár

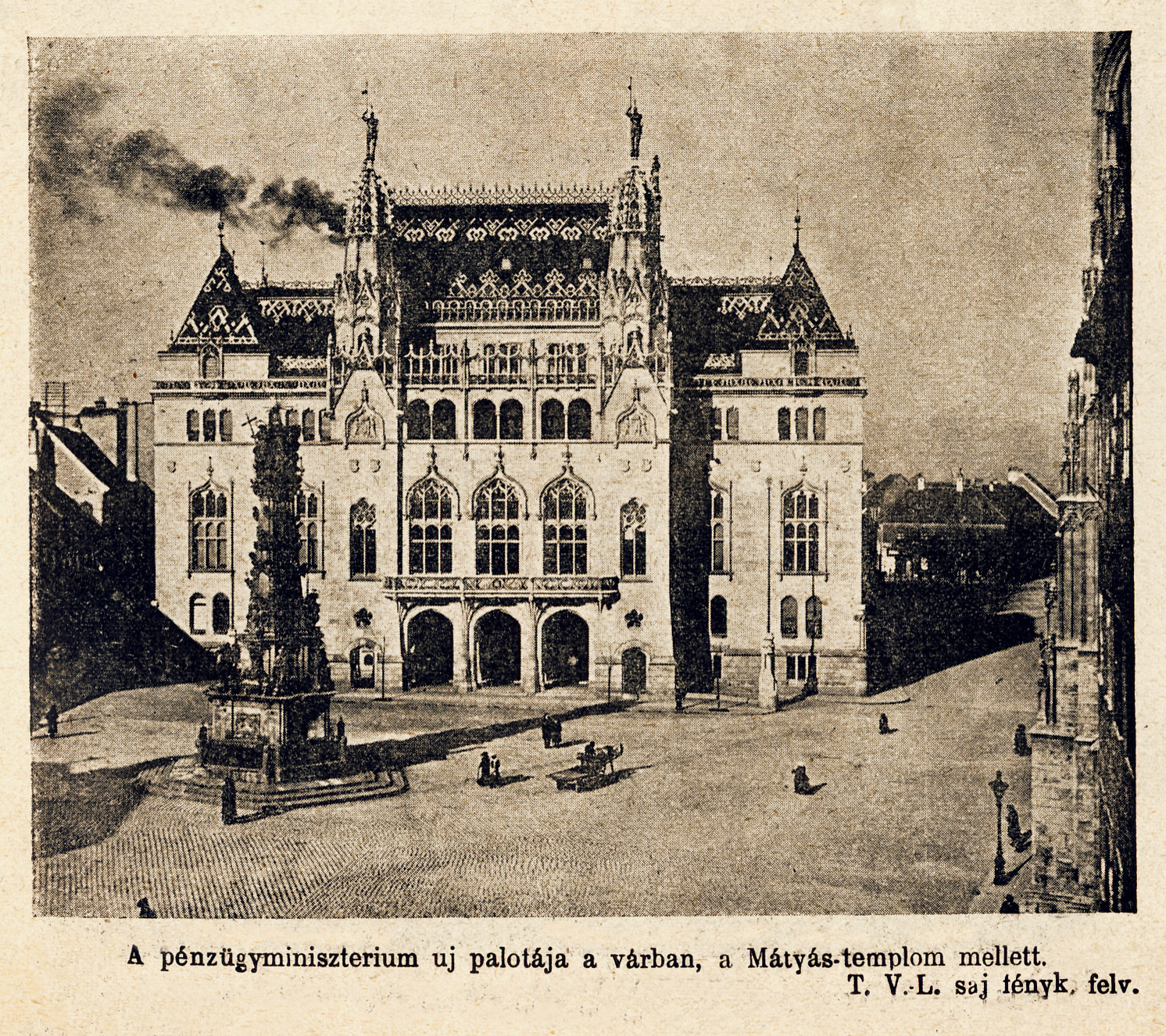
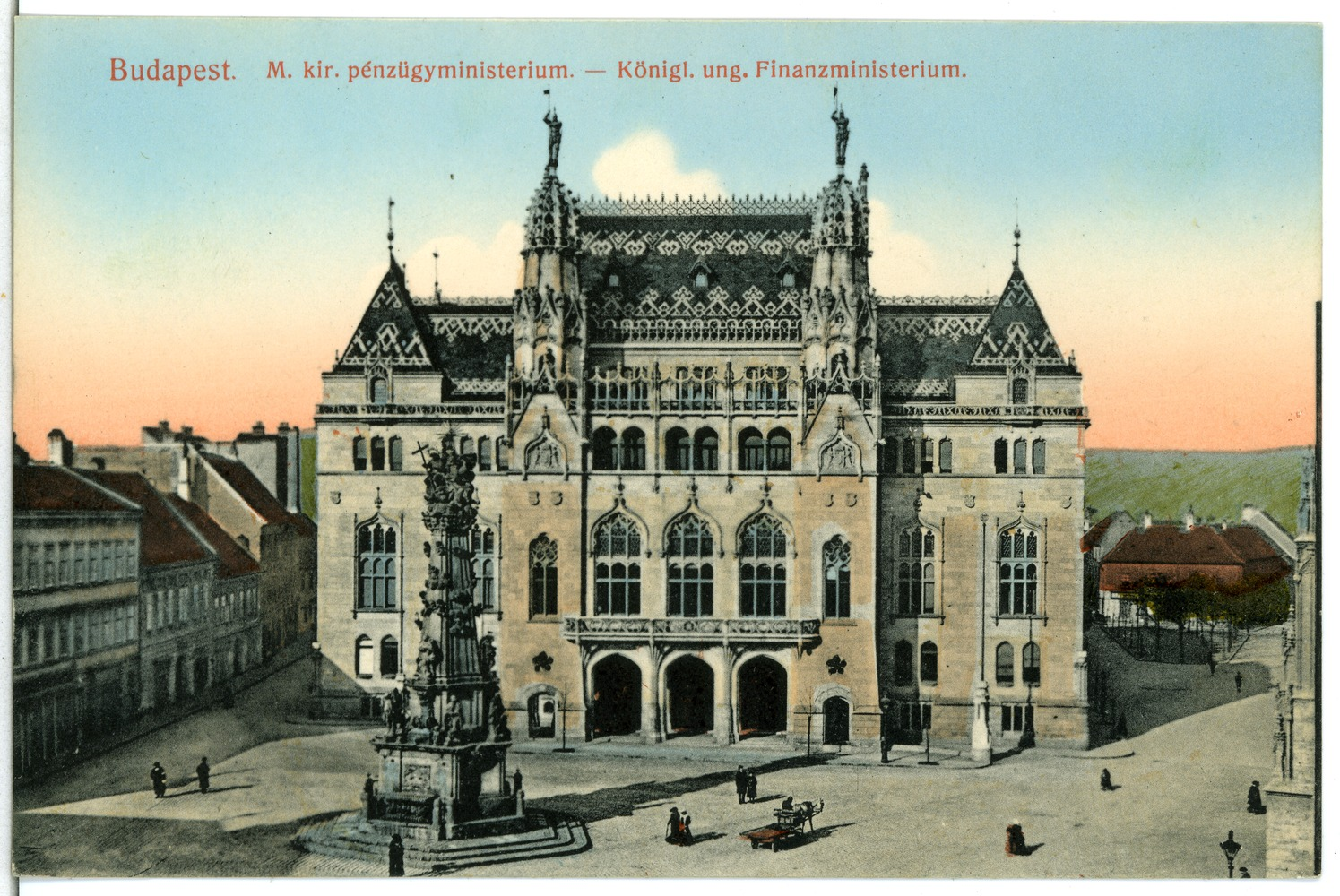
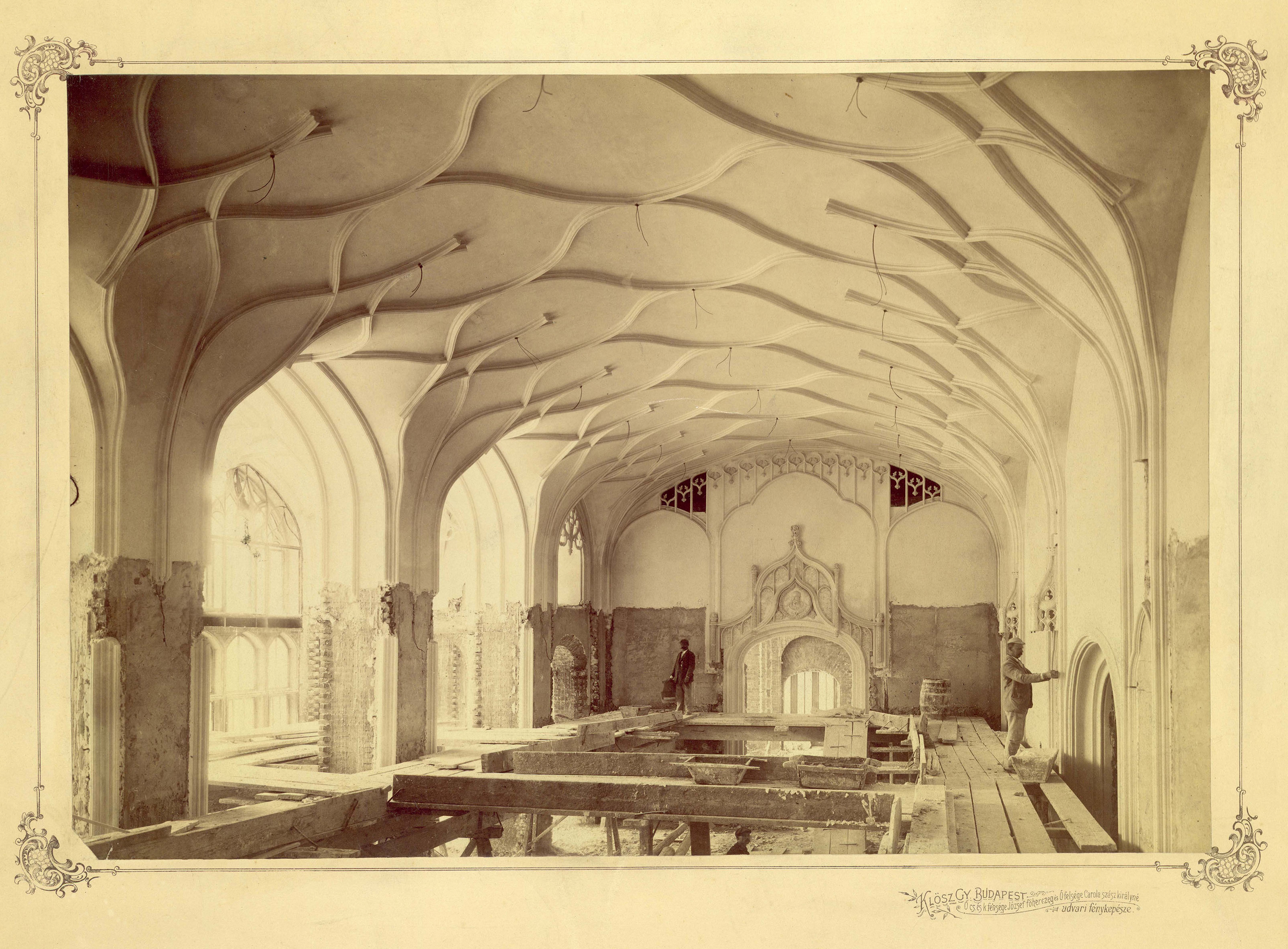
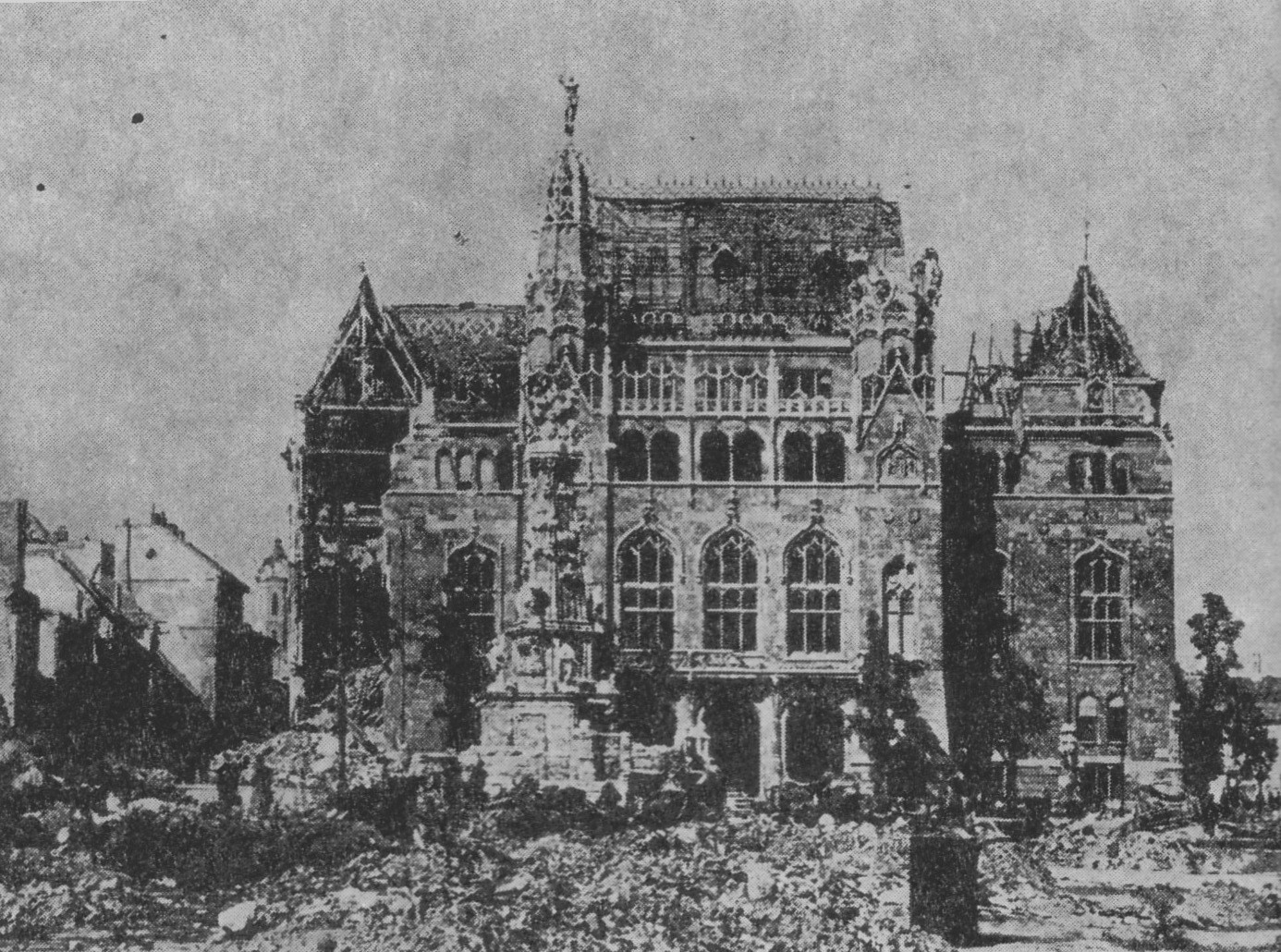
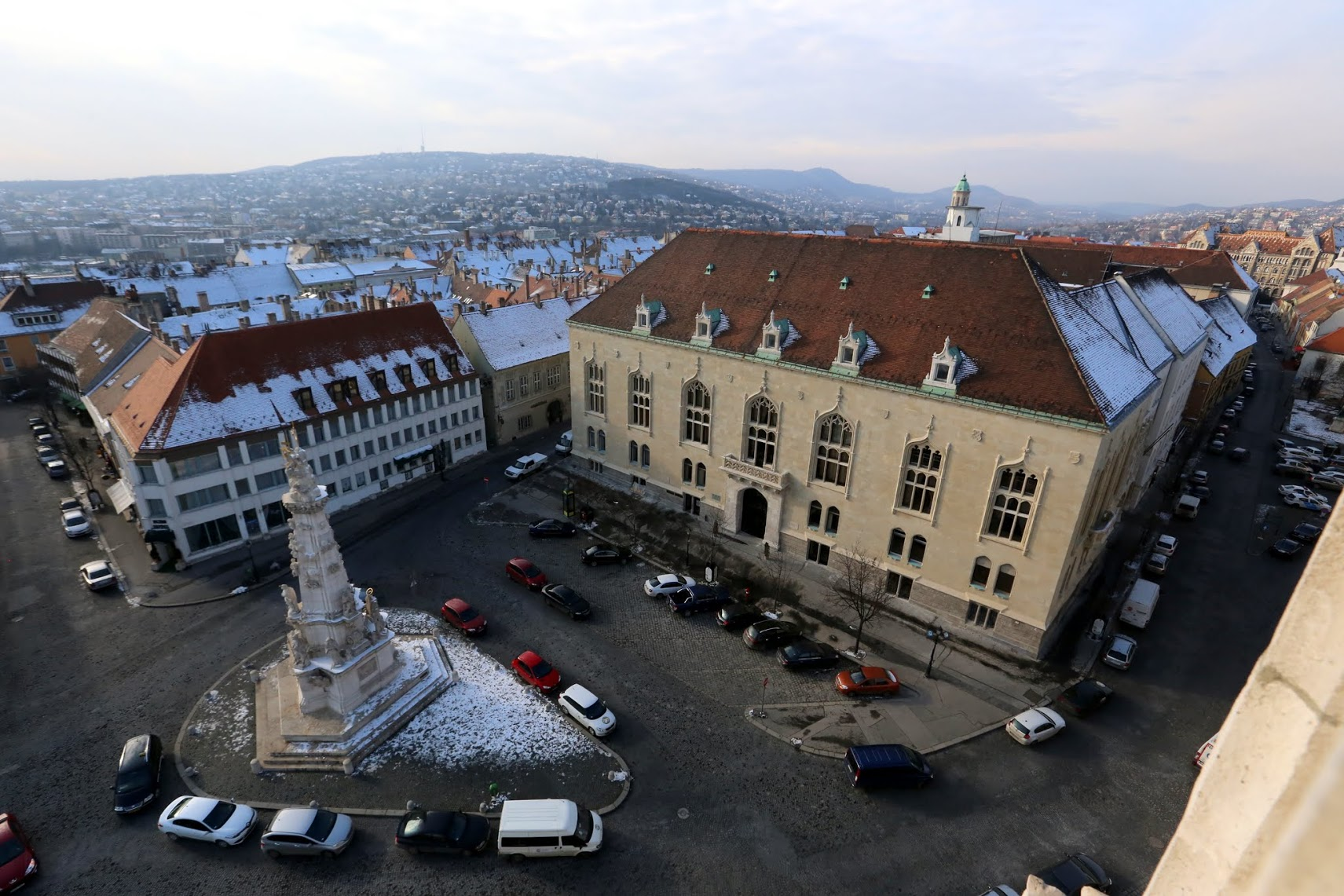
Az épület 1954-2021 közötti látványa
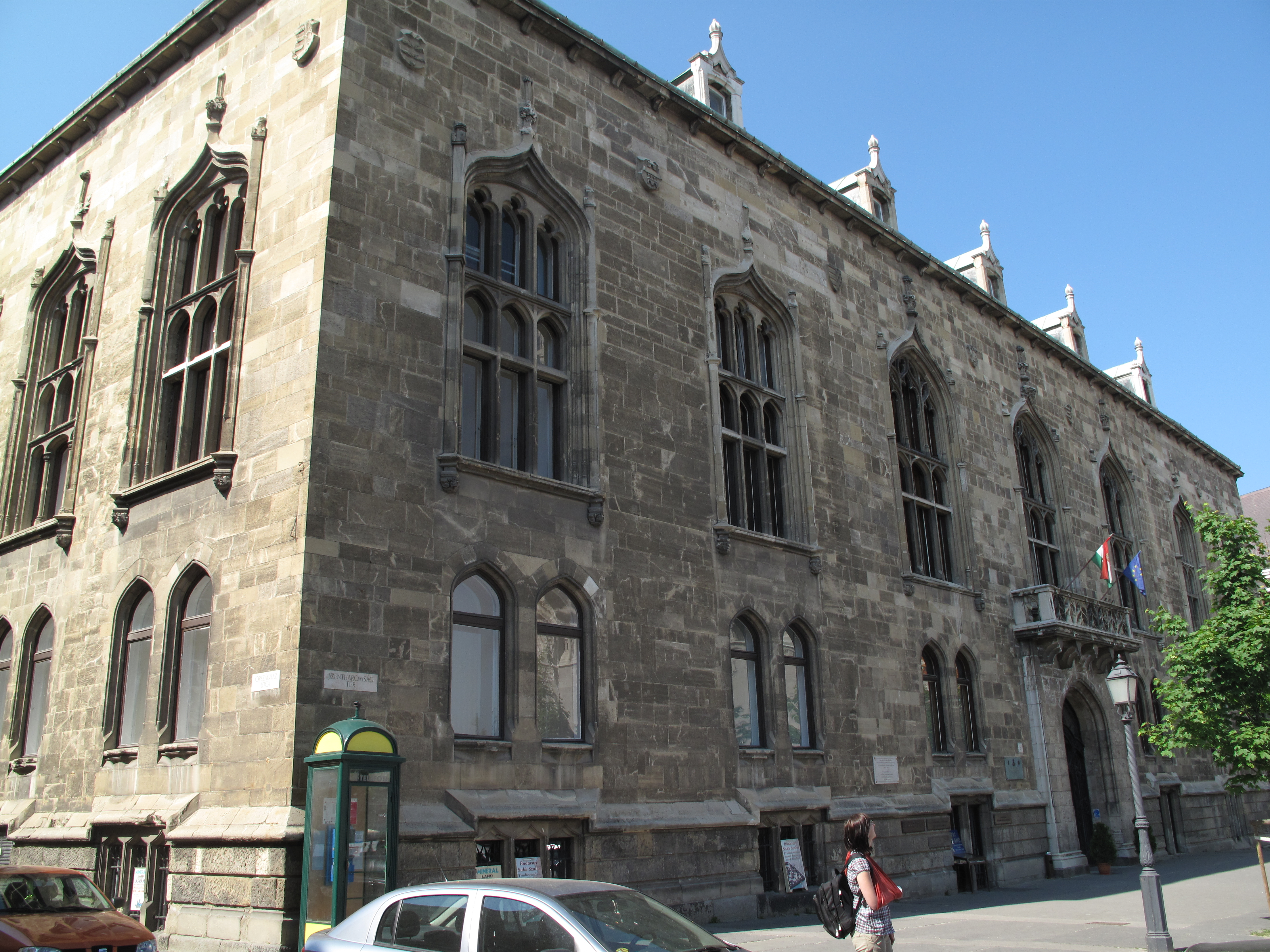
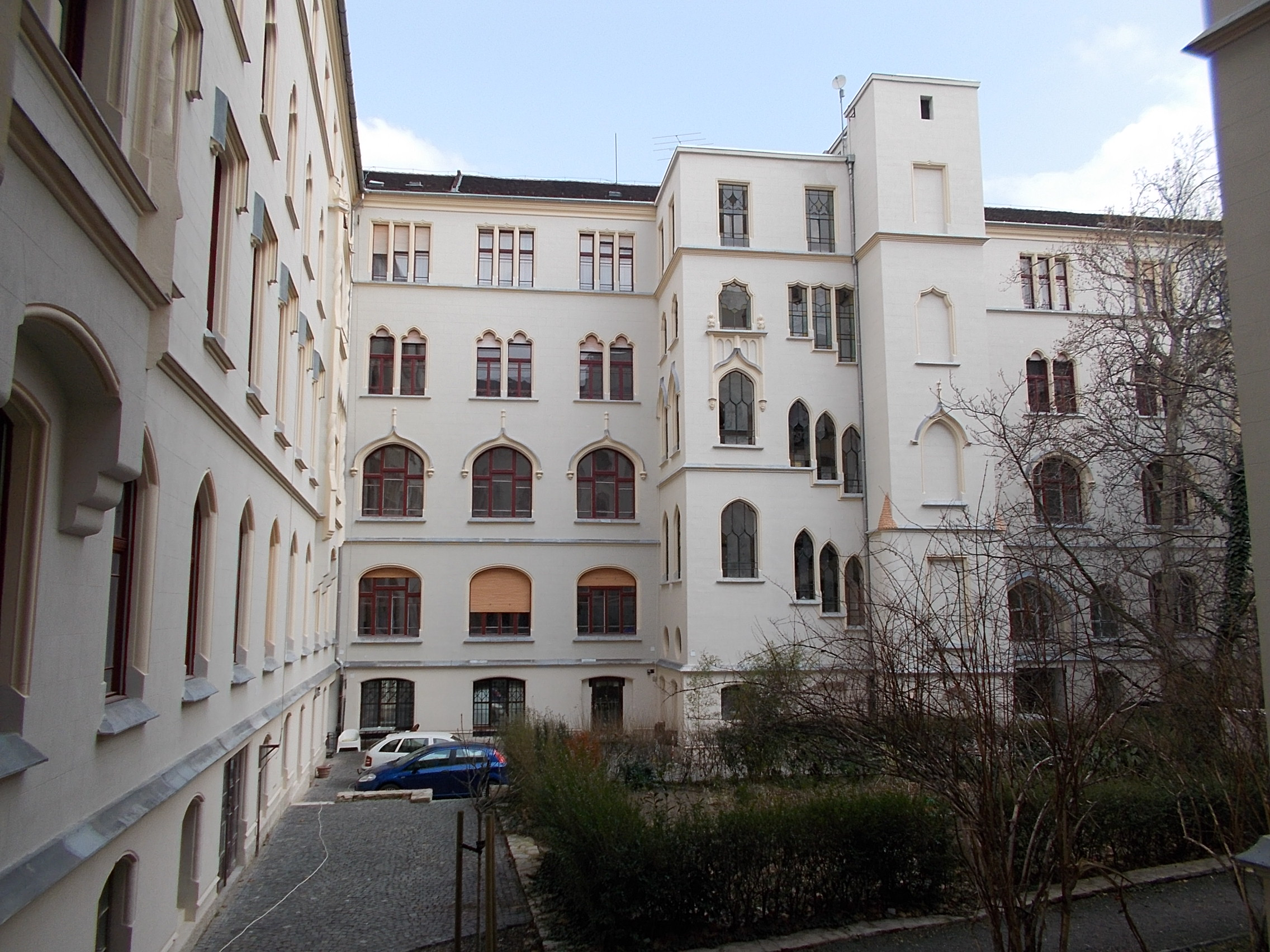
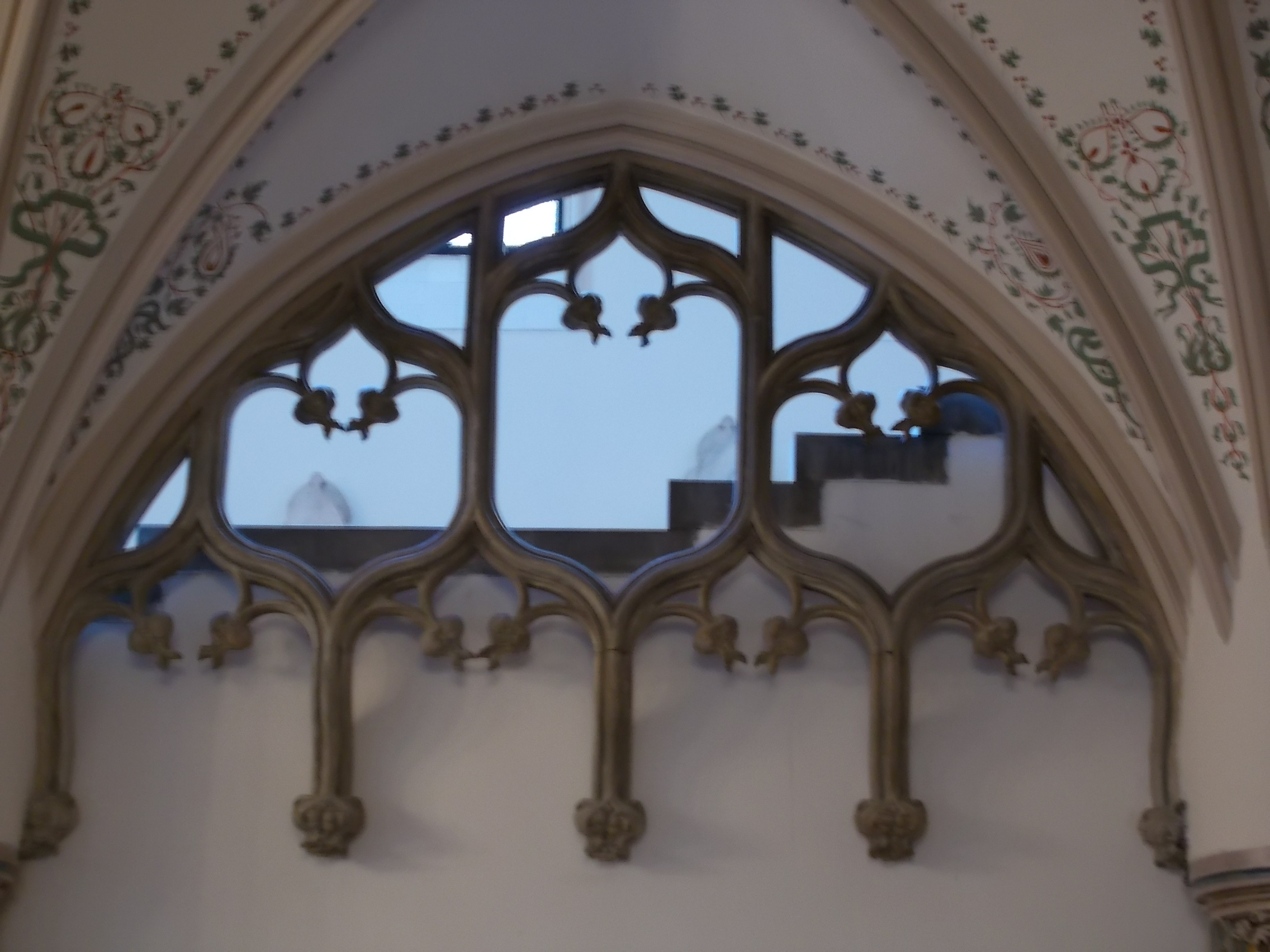
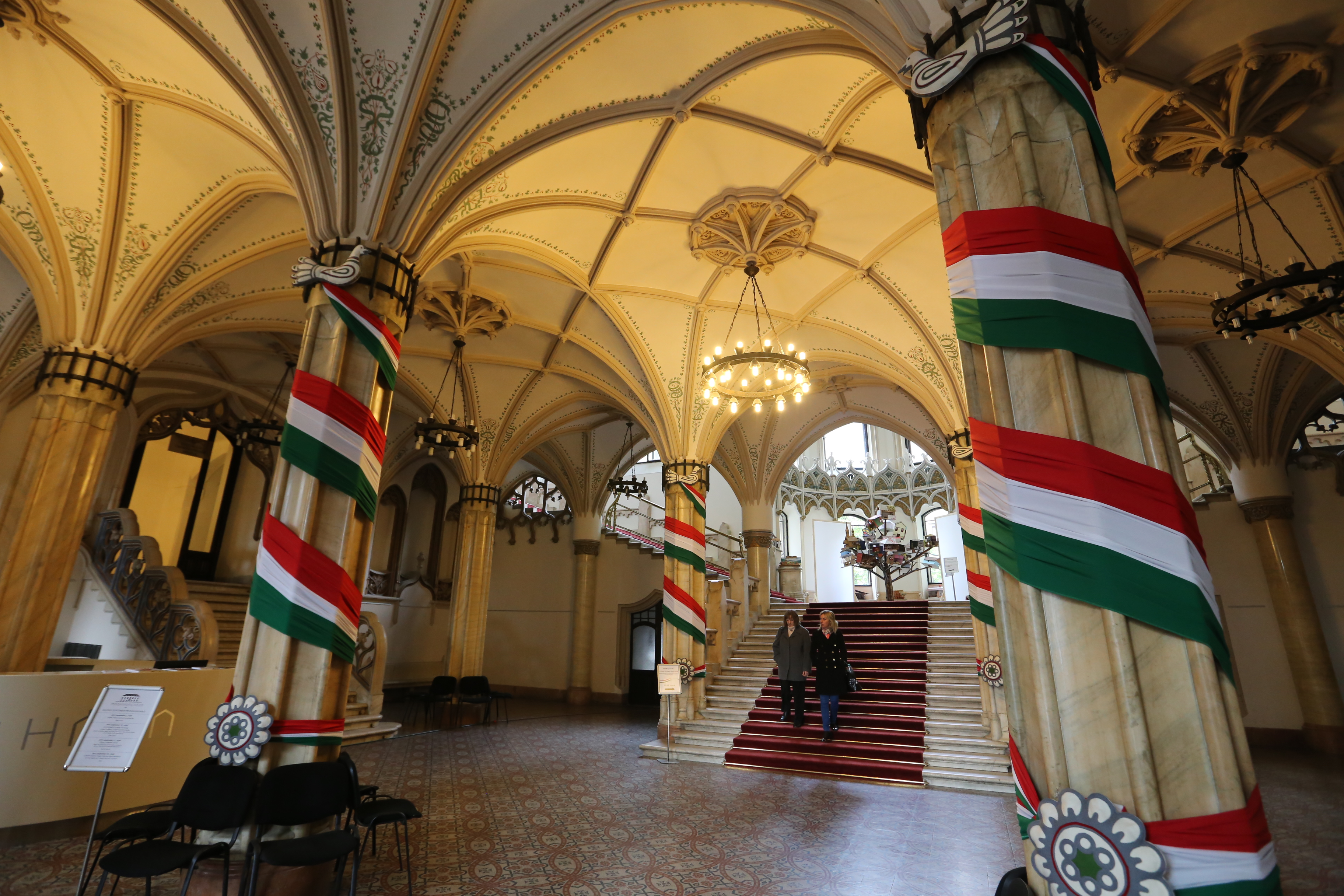
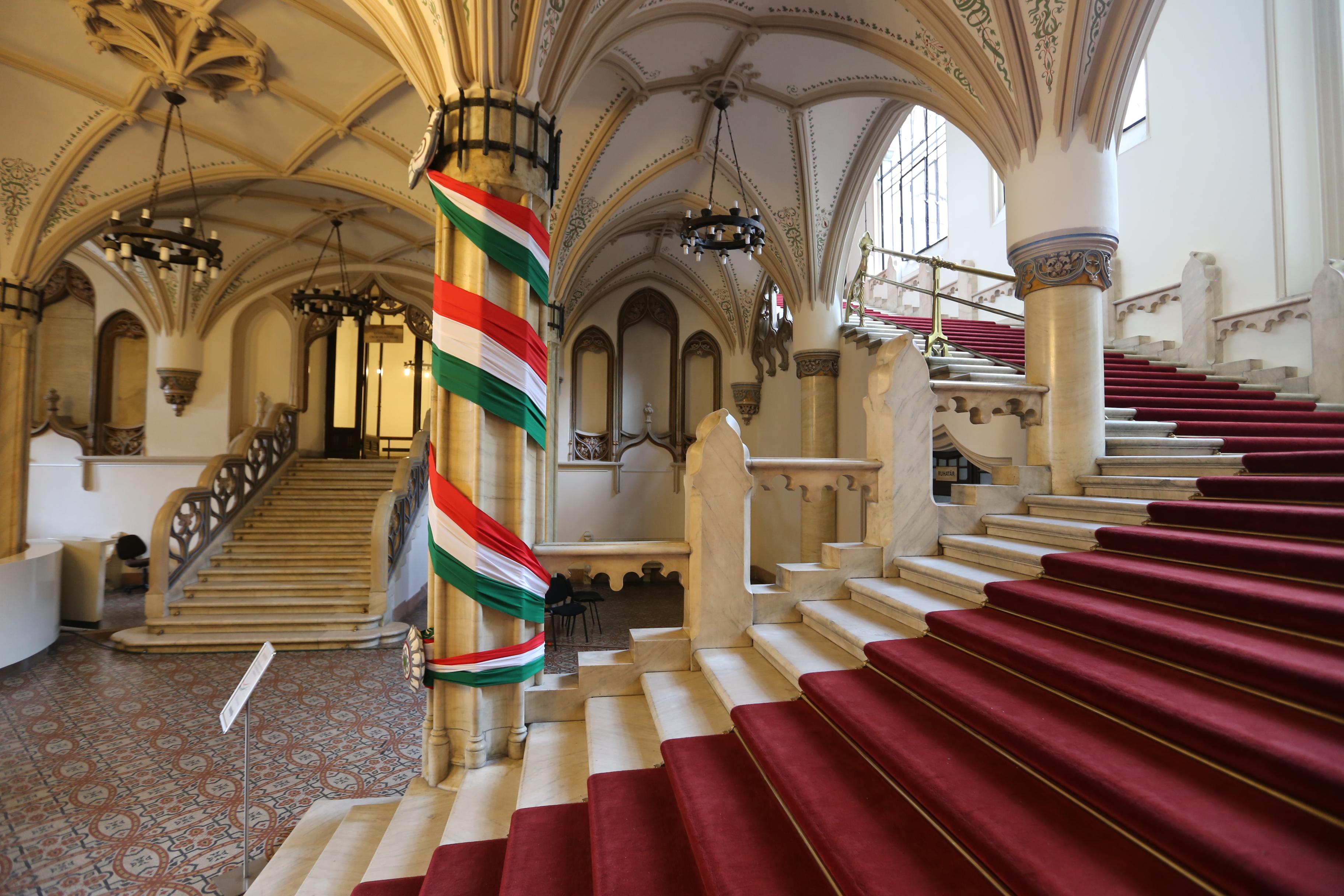
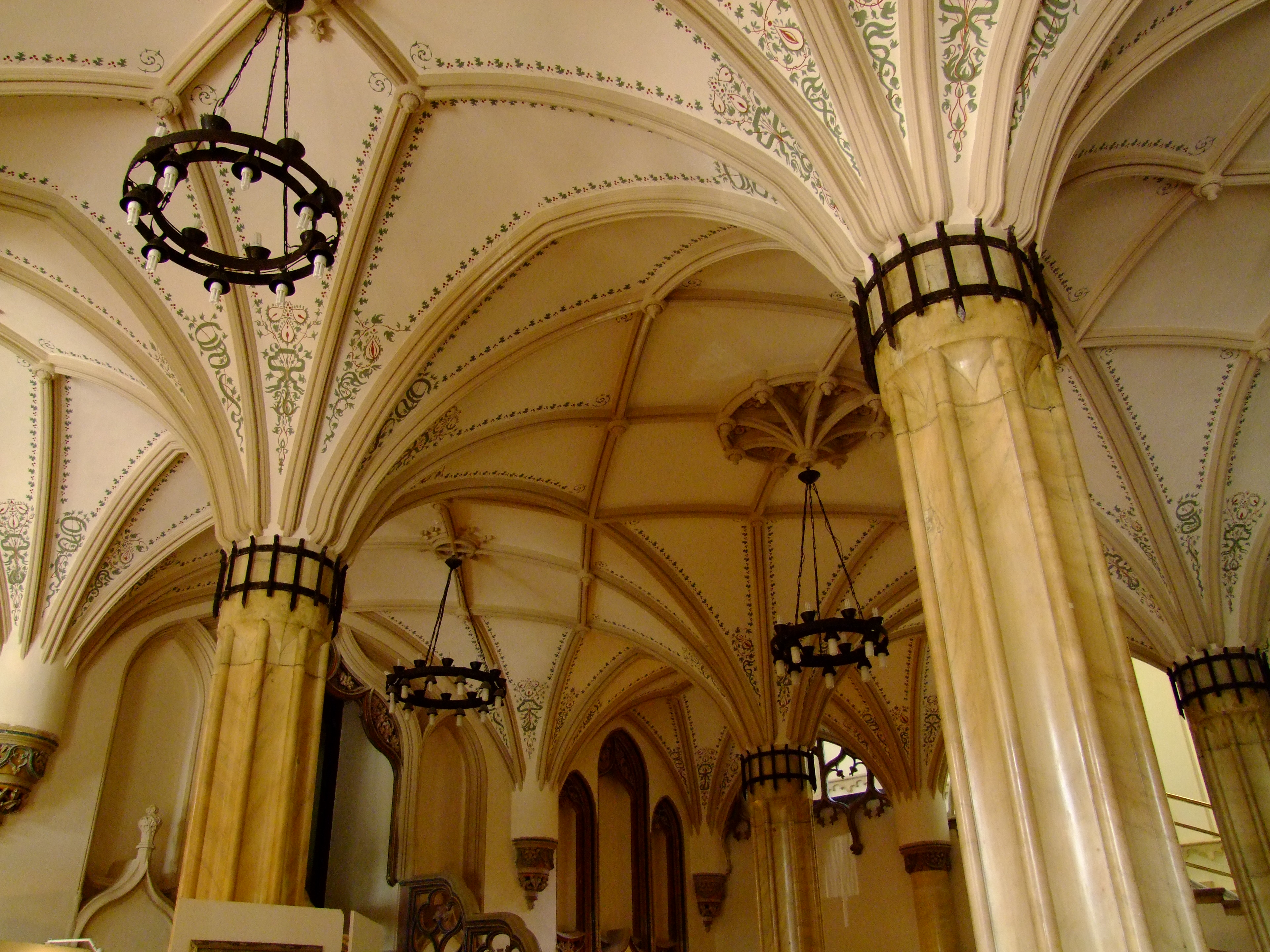
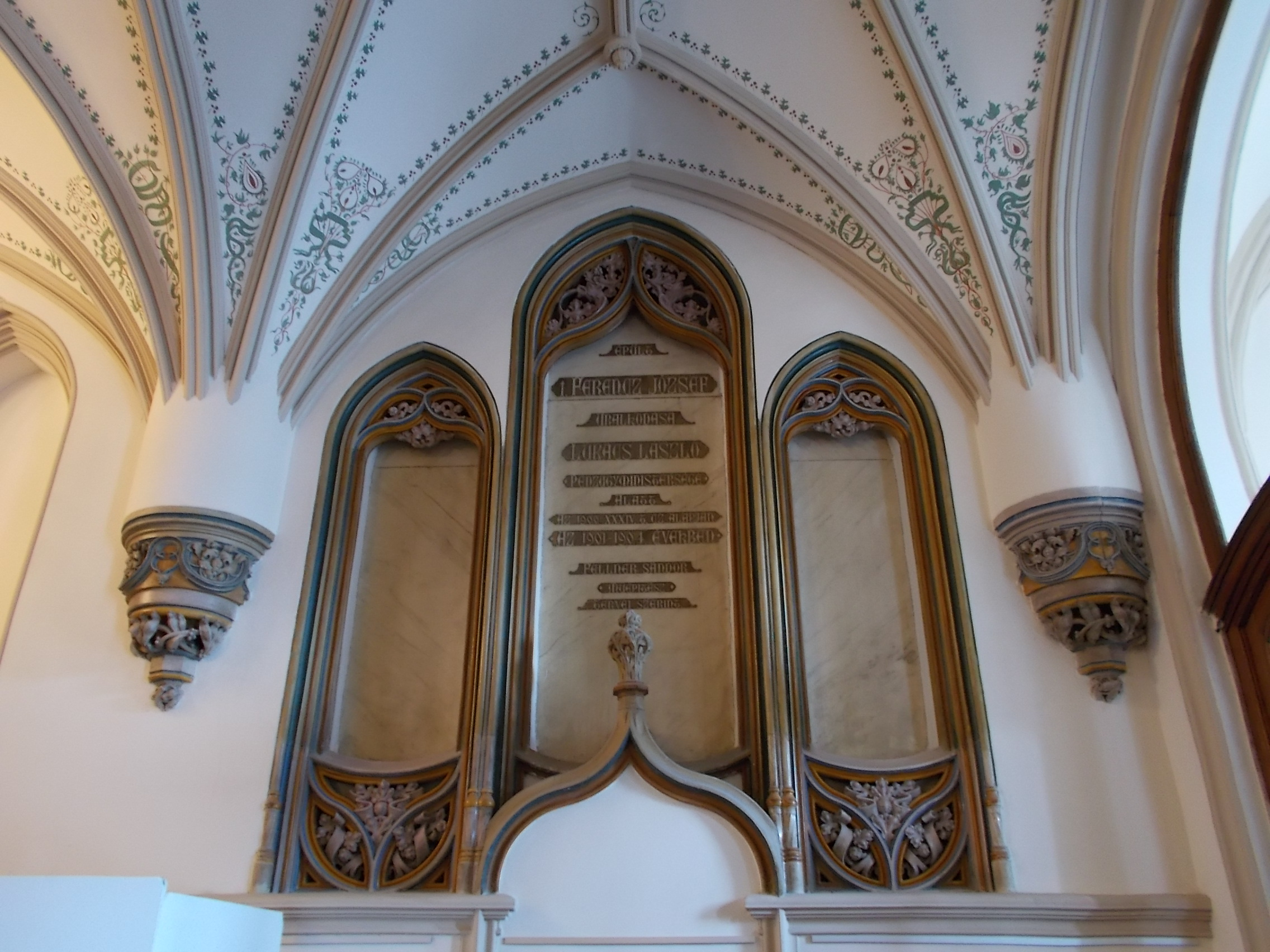
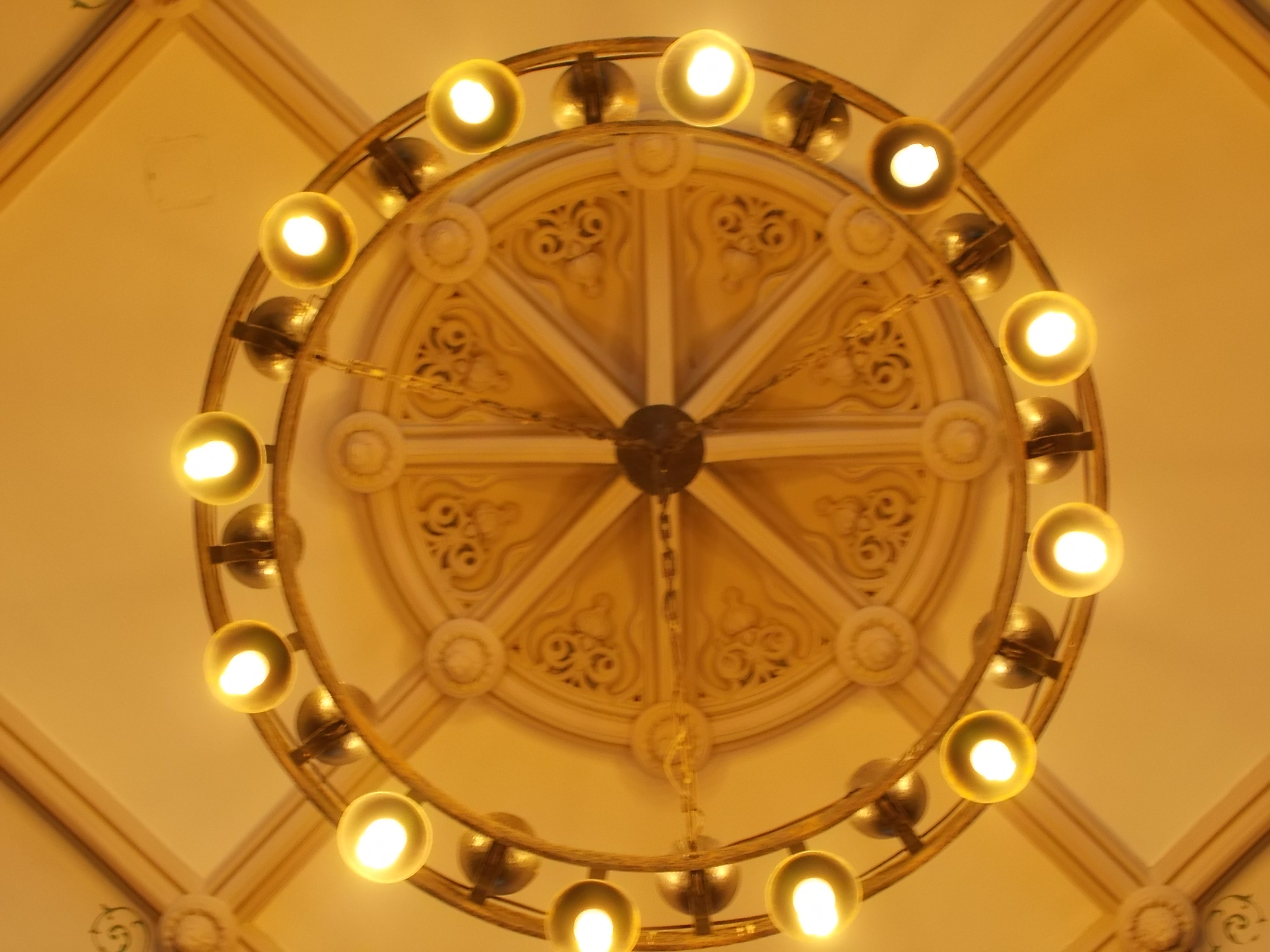
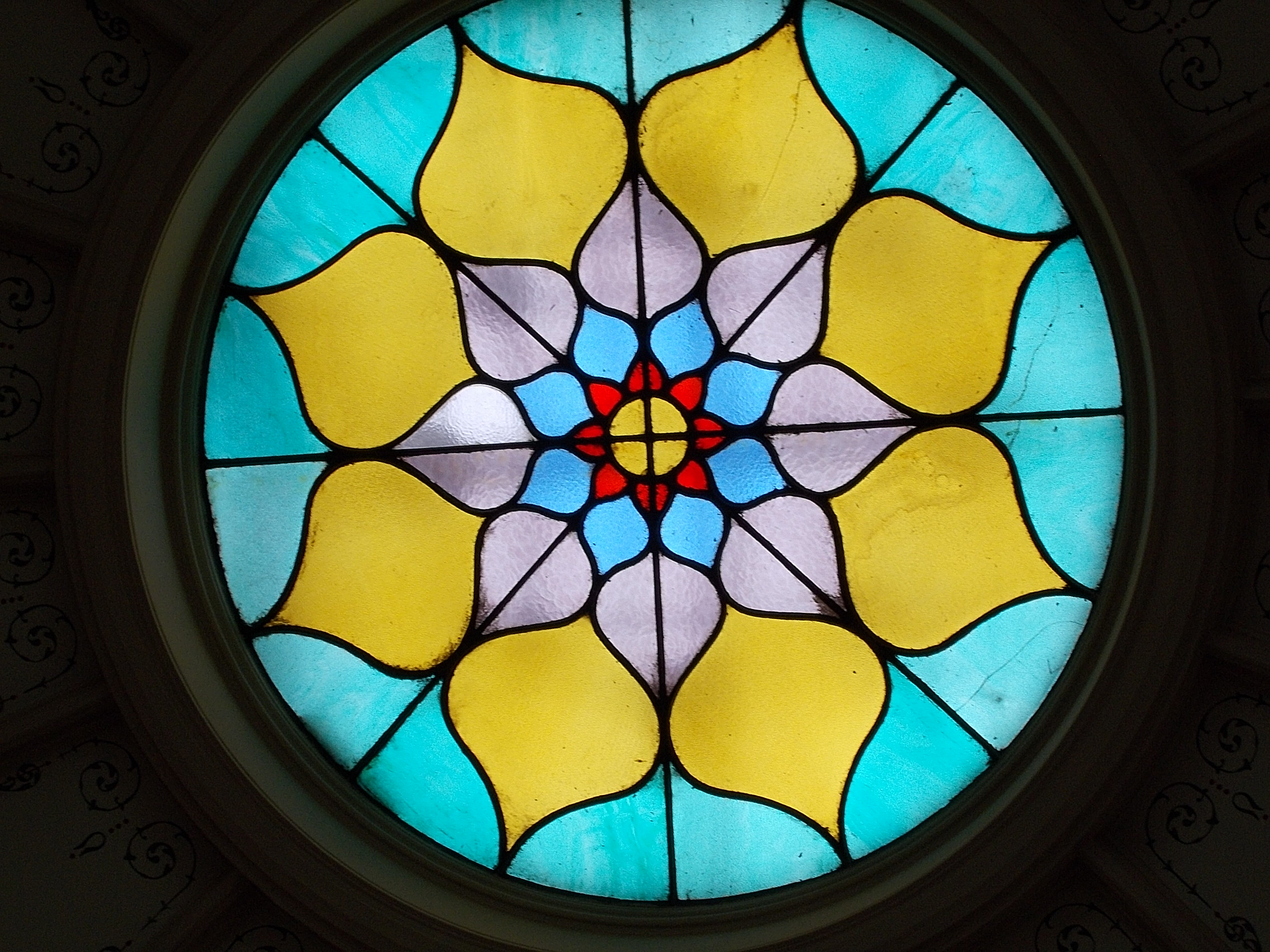
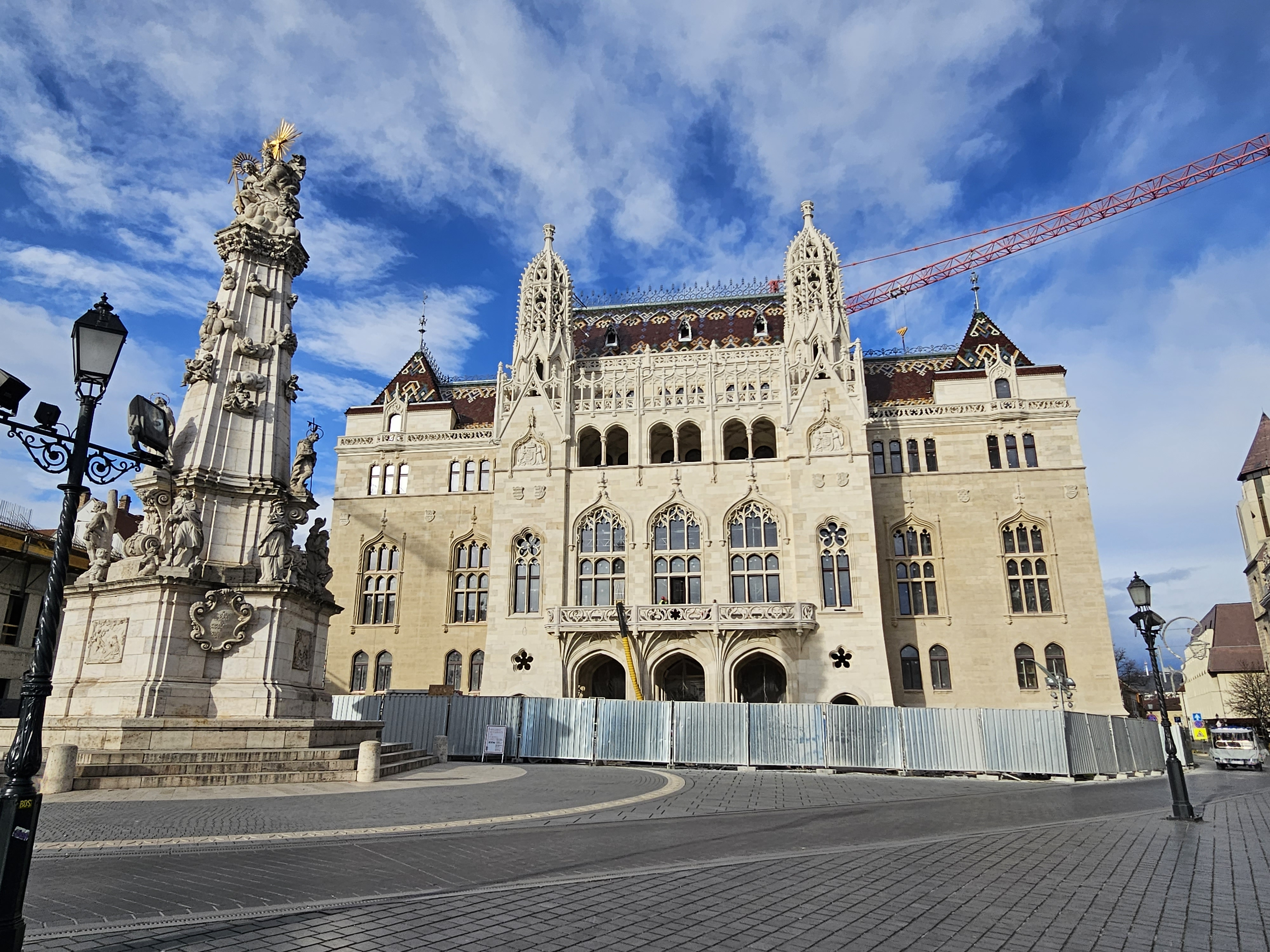
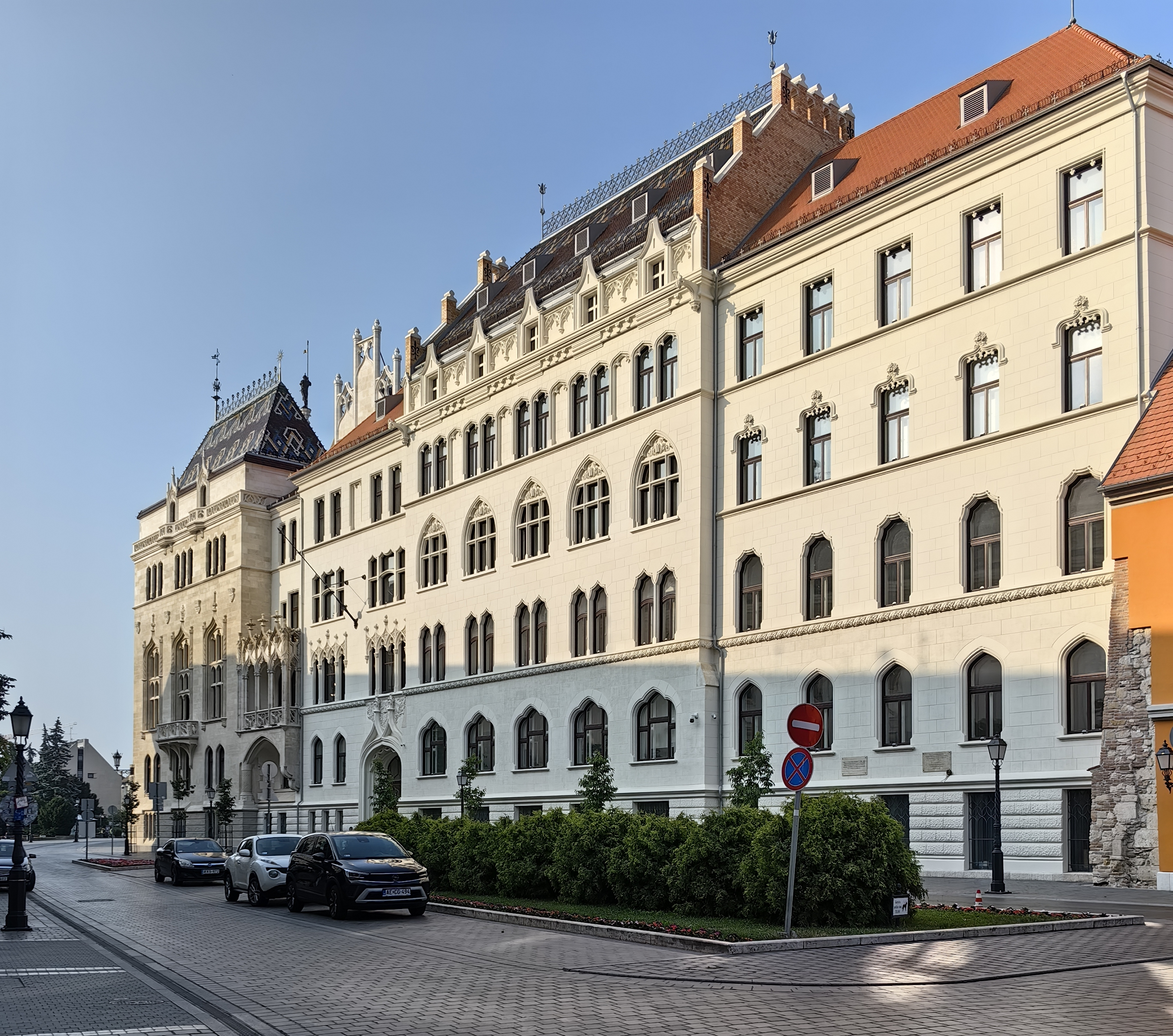
a Hess András tér felől
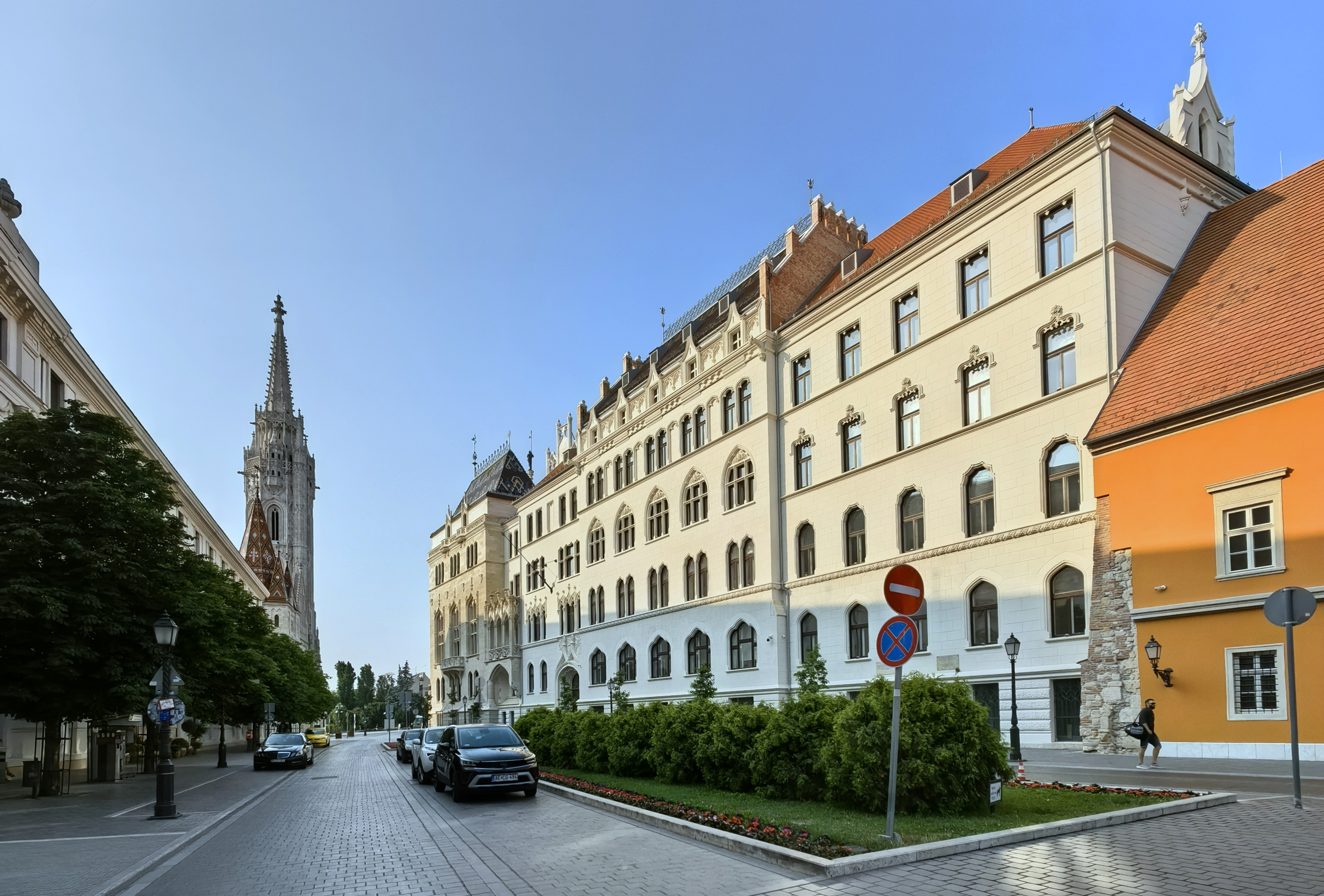
a Hess András tér felől

## Egyéb hivatkozások
- Elegáns termeket rejtett a pompás neogótikus külső – A Pénzügyminisztérium belső terei. pestbuda.hu. (Hozzáférés: 2022. január 24.)
- Ilyen lesz a régi-új Pénzügyminisztérium főhomlokzata. (Hozzáférés: 2022. január 24.)